# 매리는 외박중
매리는 외박중은 원수연이 그린 만화이다. 처음에는 다음 웹툰에서 연재하였으나 2012년 4월 온라인 만화로 전환되었고 같은해 7월 완결되었다.